# Liste des concept-cars Chevrolet Corvette
Pour les articles homonymes, voir Chevrolet (homonymie), Corvette et Concept.
Liste des concept cars Chevrolet Corvette, depuis 1953, du constructeur automobile américain Chevrolet (de General Motors).

## Historique

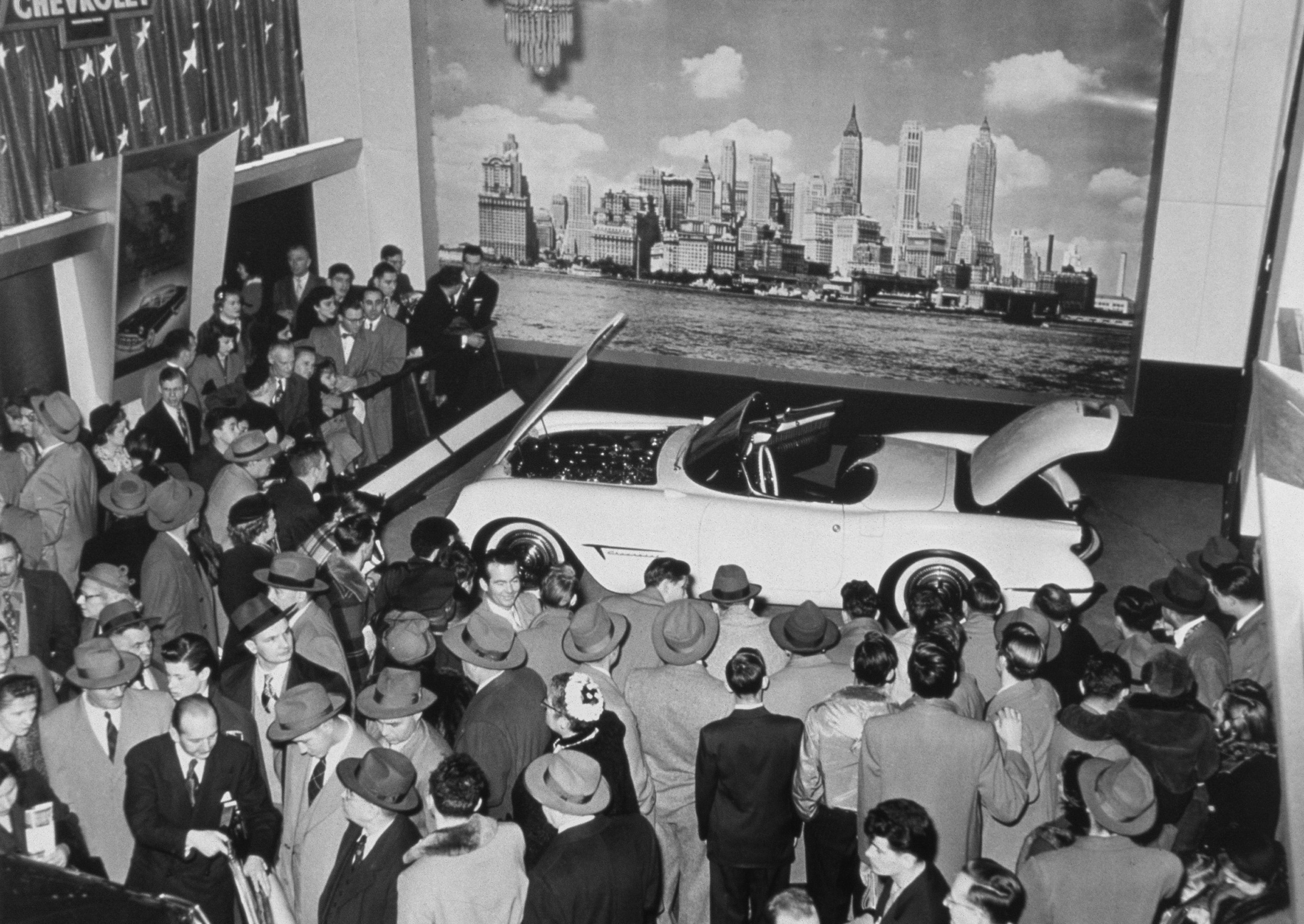
Présentation du concept car Chevrolet Corvette C1 au General Motors Motorama 1953.

Le premier concept car Chevrolet Corvette (C1) (du chef-designer américain de General Motors Harley J. Earl) est présenté avec un important succès par General Motors, au début de l'année 1953, au salon automobile General Motors Motorama (1949 à 1961) dans le prestigieux hôtel Waldorf-Astoria de Park Avenue de Manhattan à New York. 
Cette voiture de sport GT est produite en série à partir du 30 juin 1953, à Flint dans le Michigan, et suivie à ce jour de 8 générations de concept cars C1 à C8, produits en série, et de quelques modèles de concepts cars prototypes (dont la Corvette Impala de 1956),,... 

### Années 1950

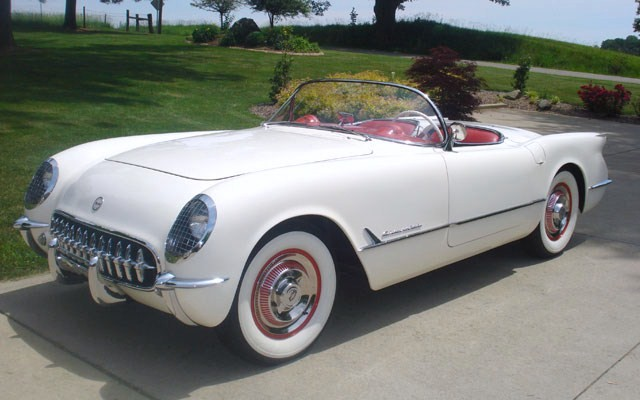
Premier concept car Chevrolet Corvette C1 (1953)
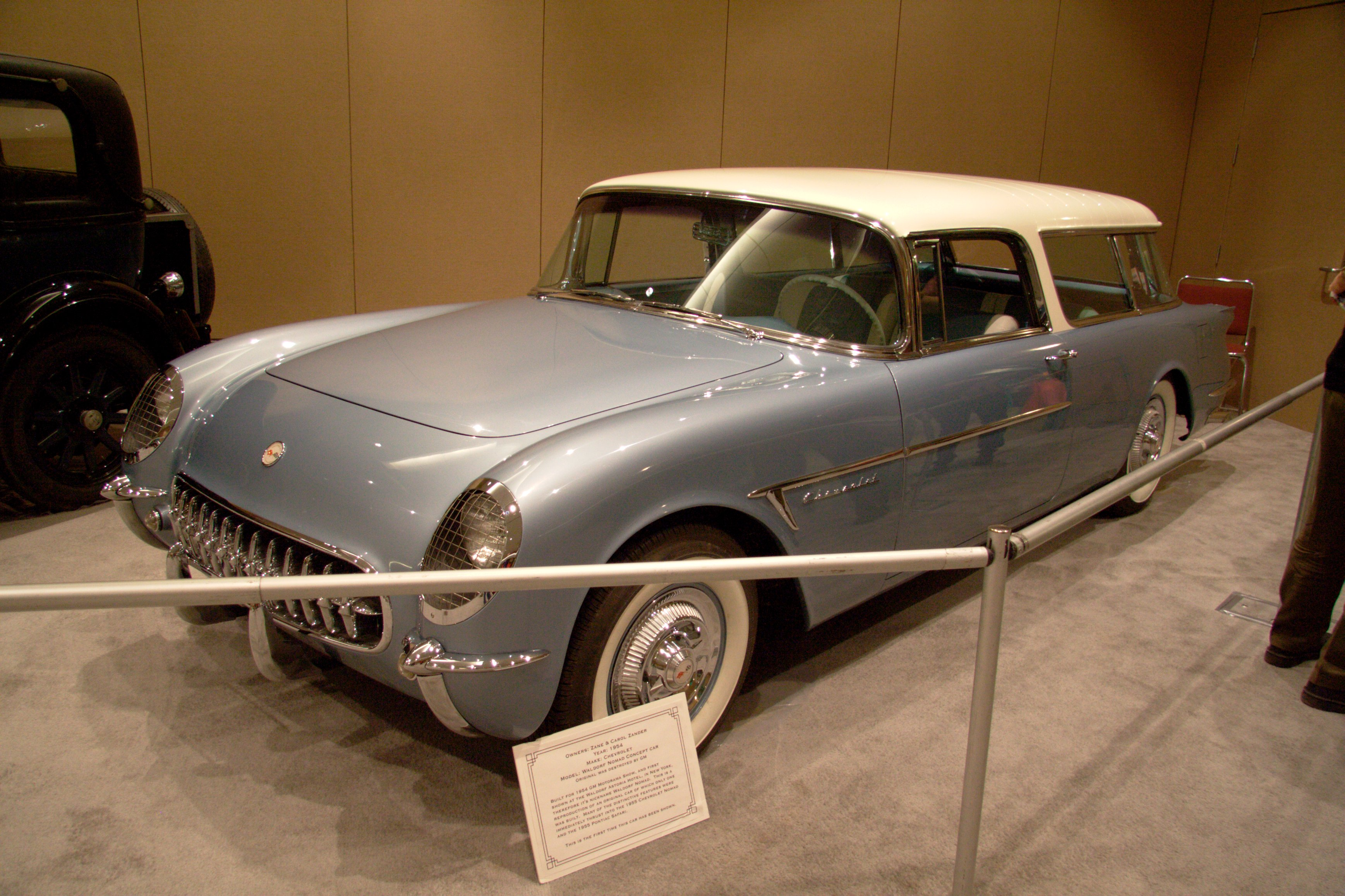
Nomade Concept (1954)
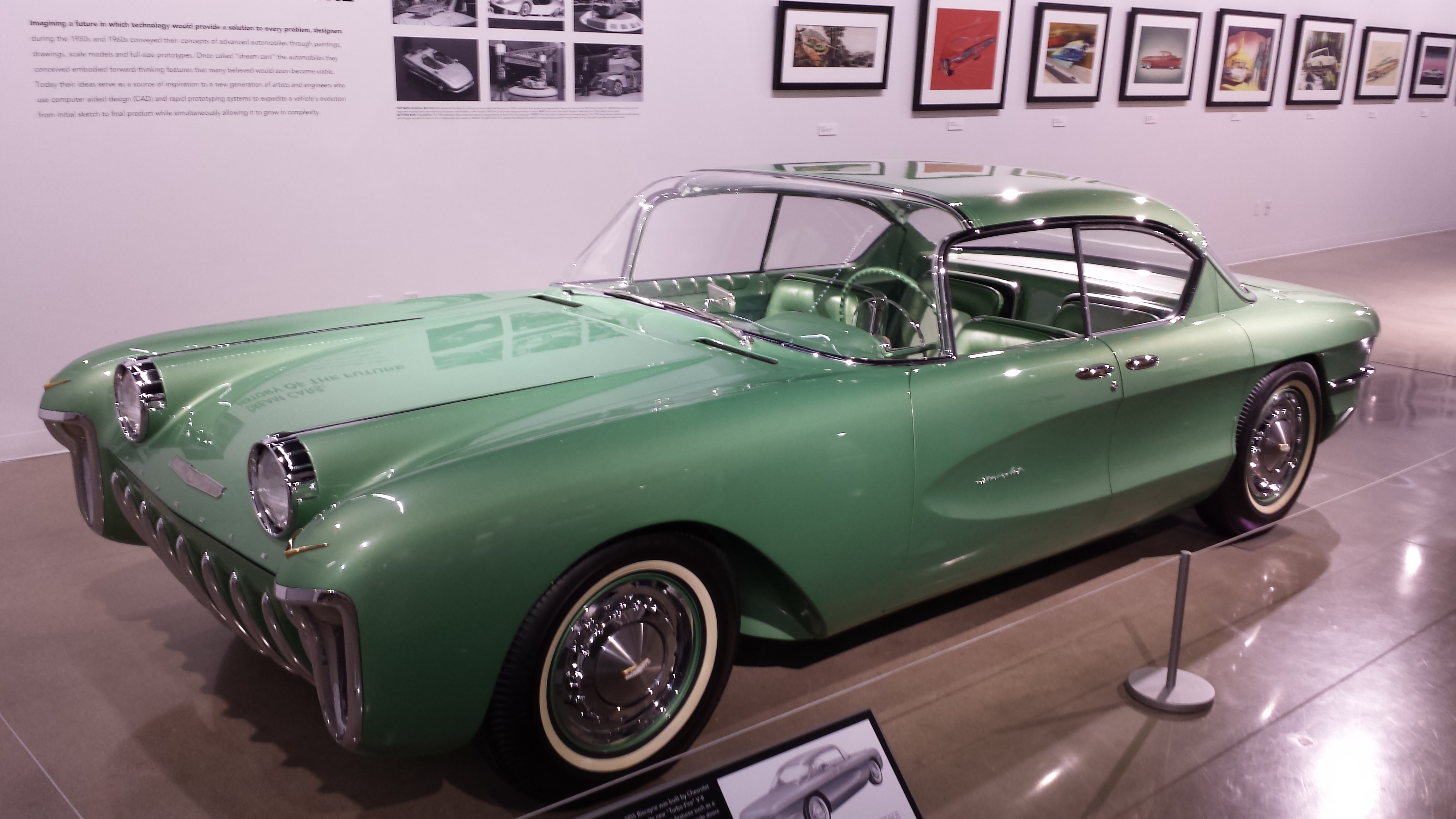
Chevrolet Biscayne XP-37 (1955)
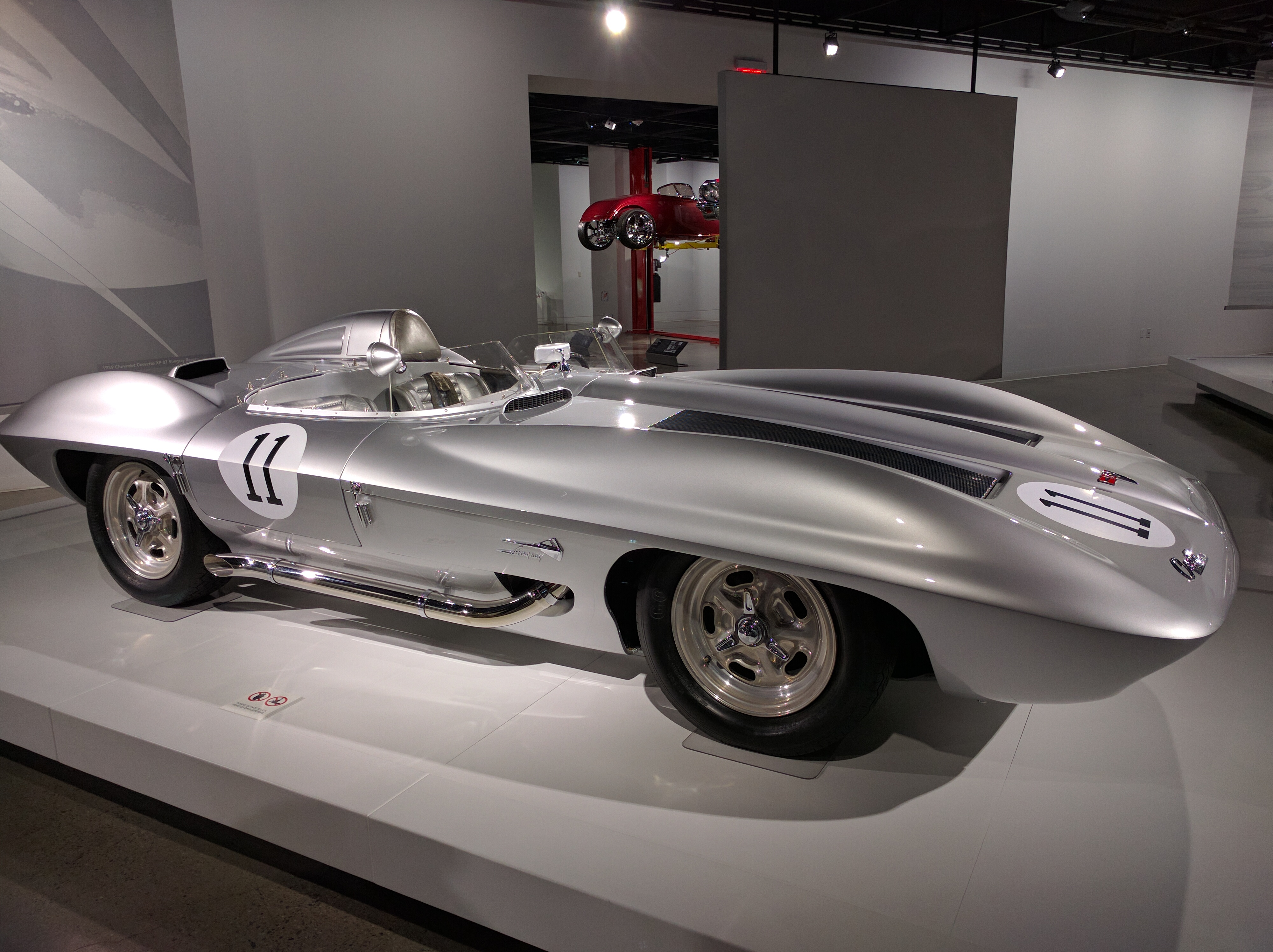
Corvette Stingray Concept (en) XP-87 (1959)

### Années 1960

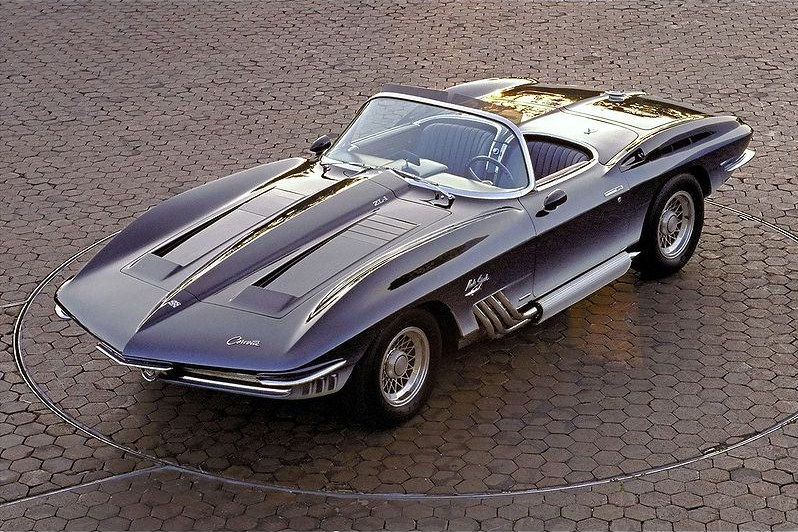
Chevrolet Mako Shark I XP-755 (1961)
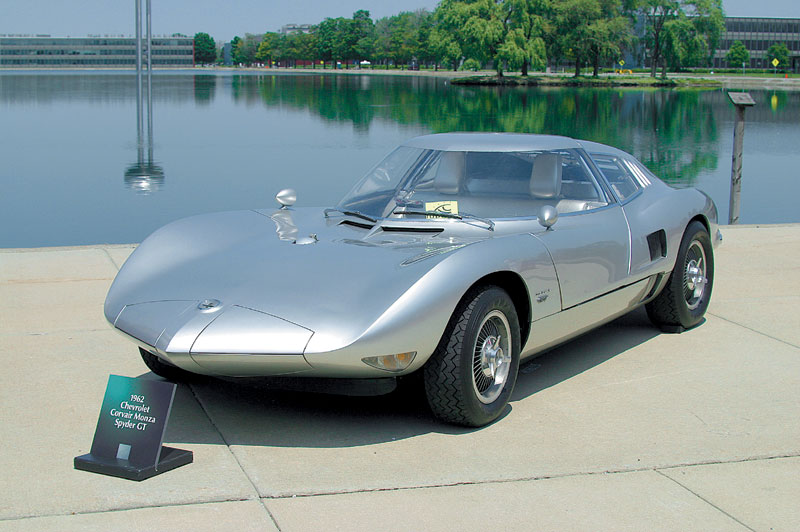
Chevrolet Corvair Monza GT (1962)
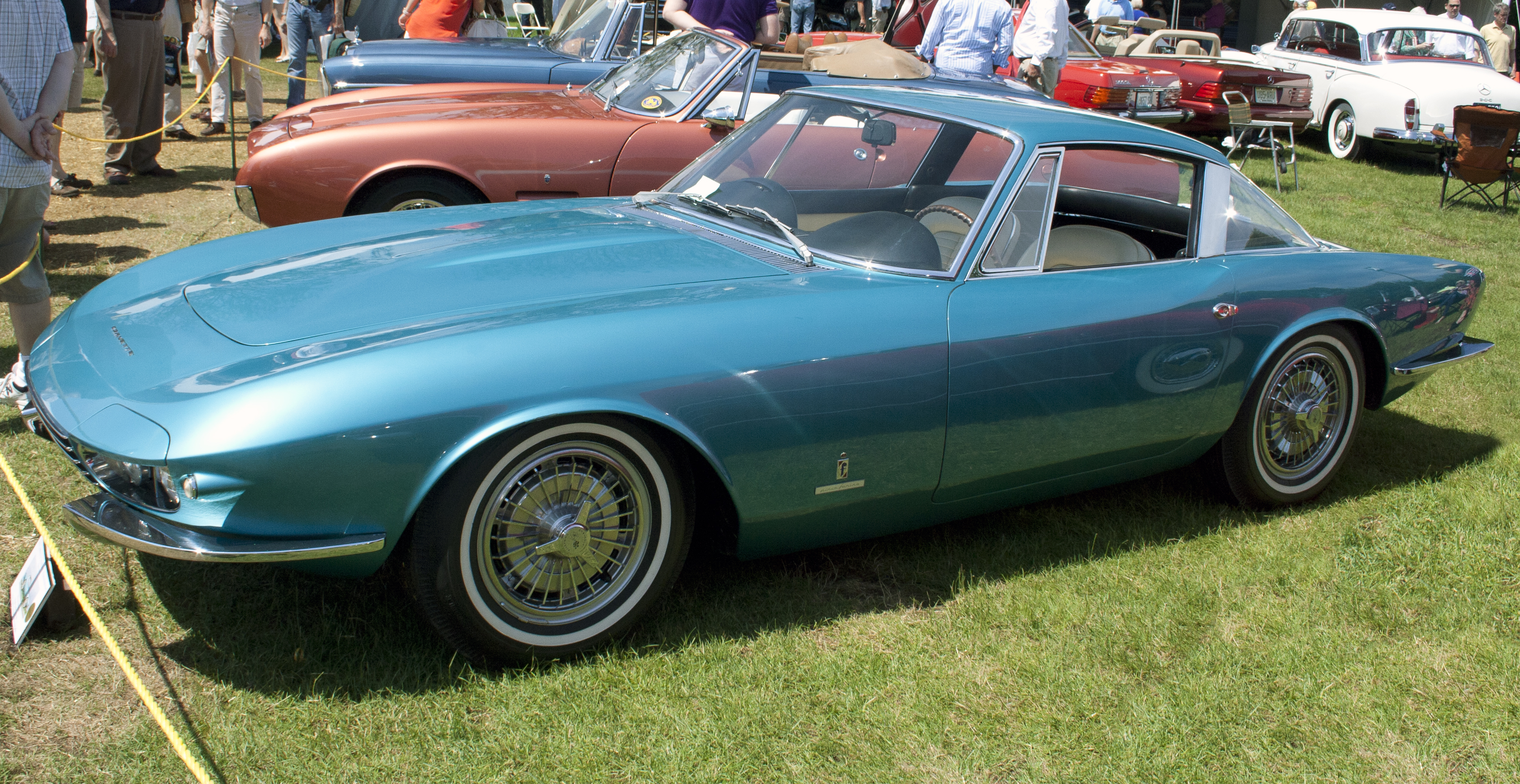
Corvette Rondine Pininfarina (1963)
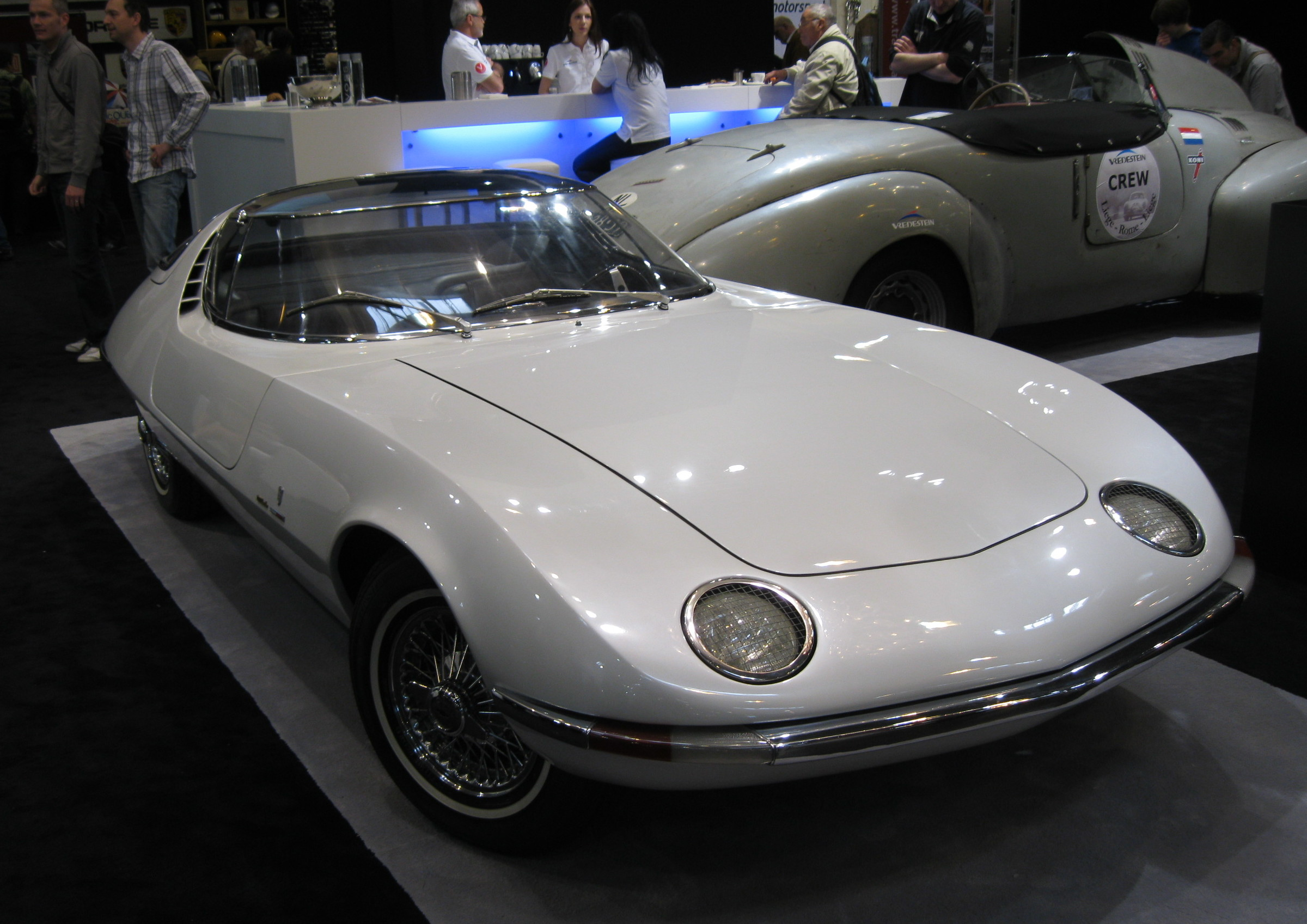
Chevrolet Testudo Bertone (1963)
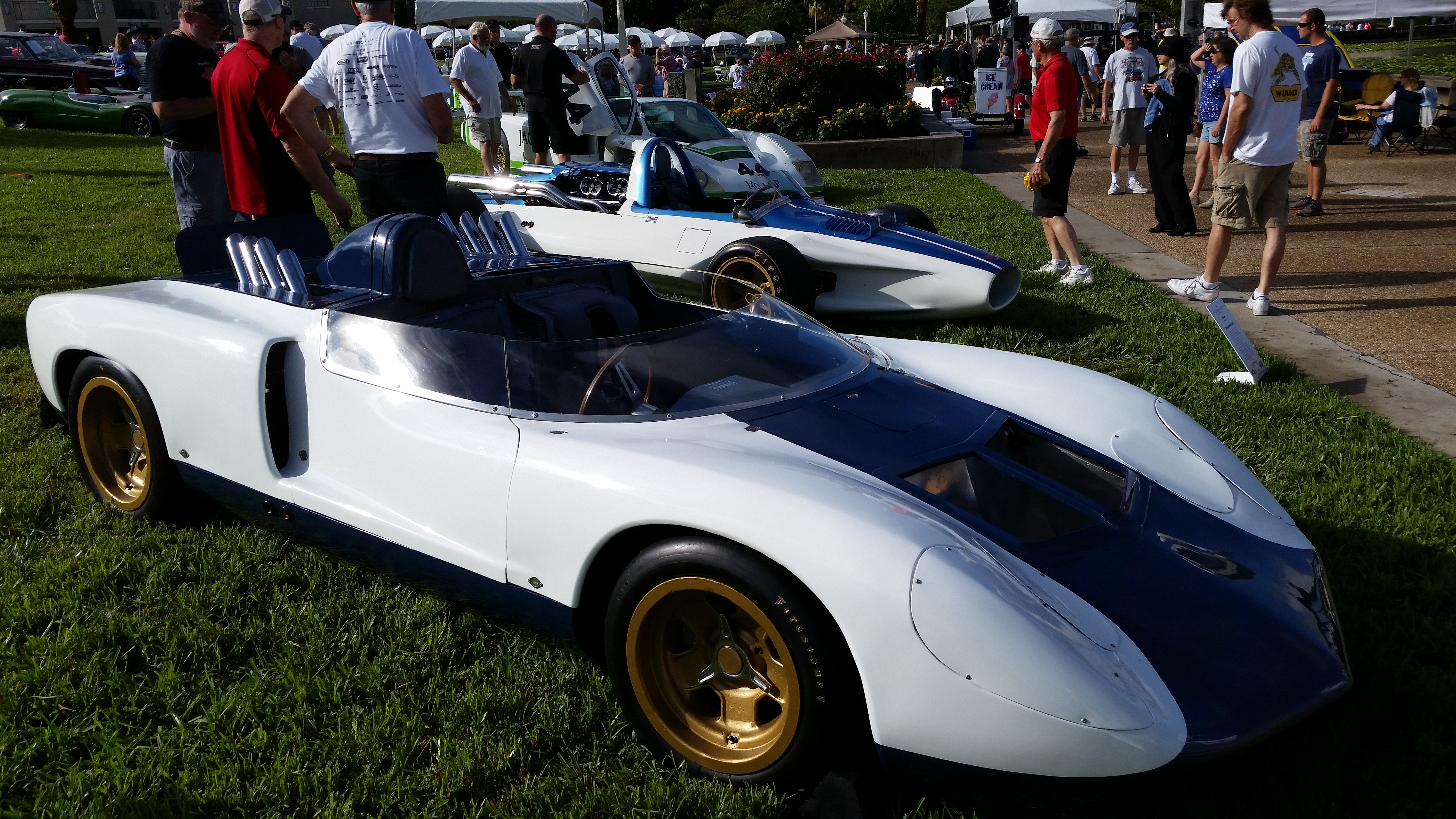
Corvette CERV II Concept (1964)
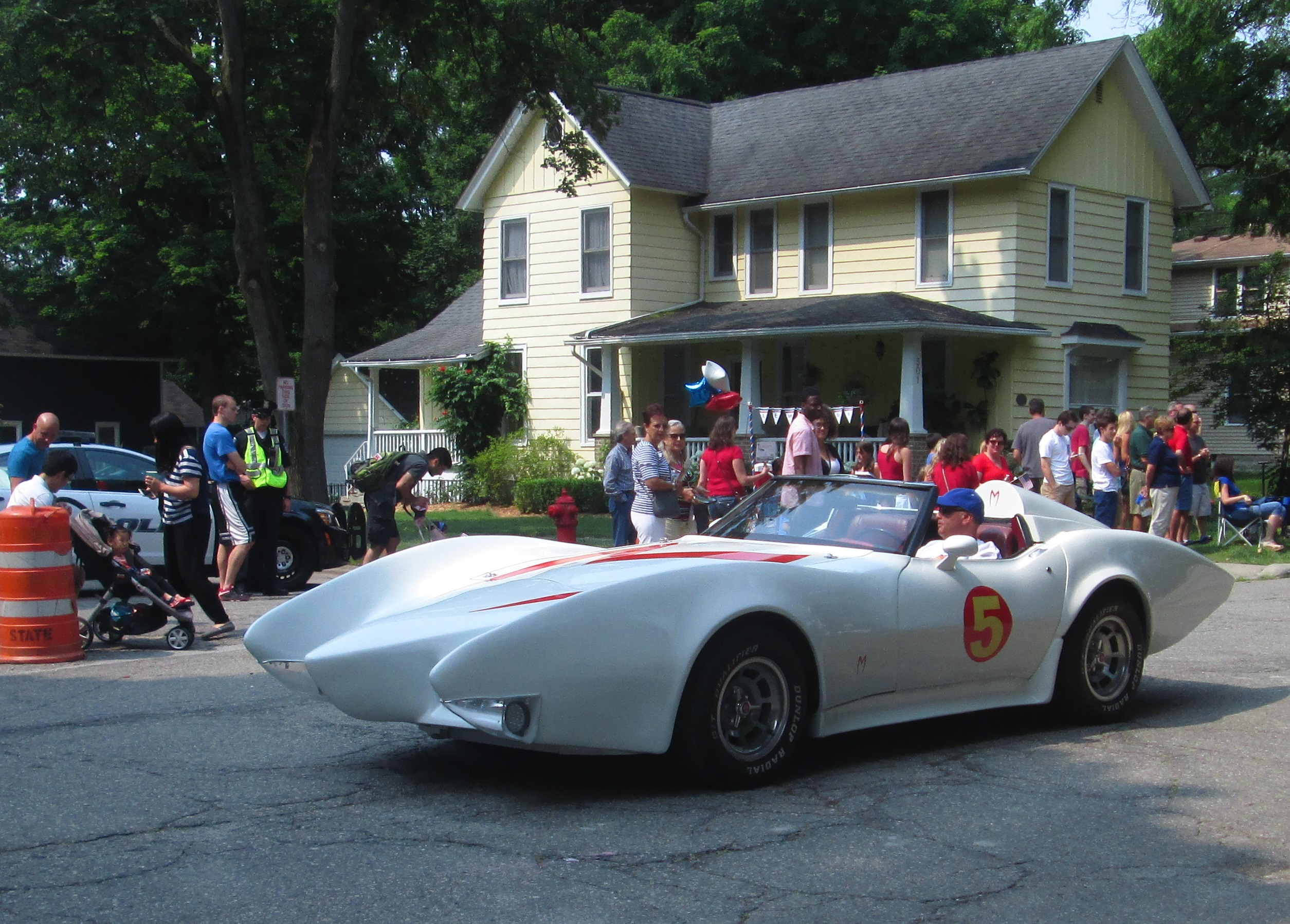
Mach Five (en) (1967)
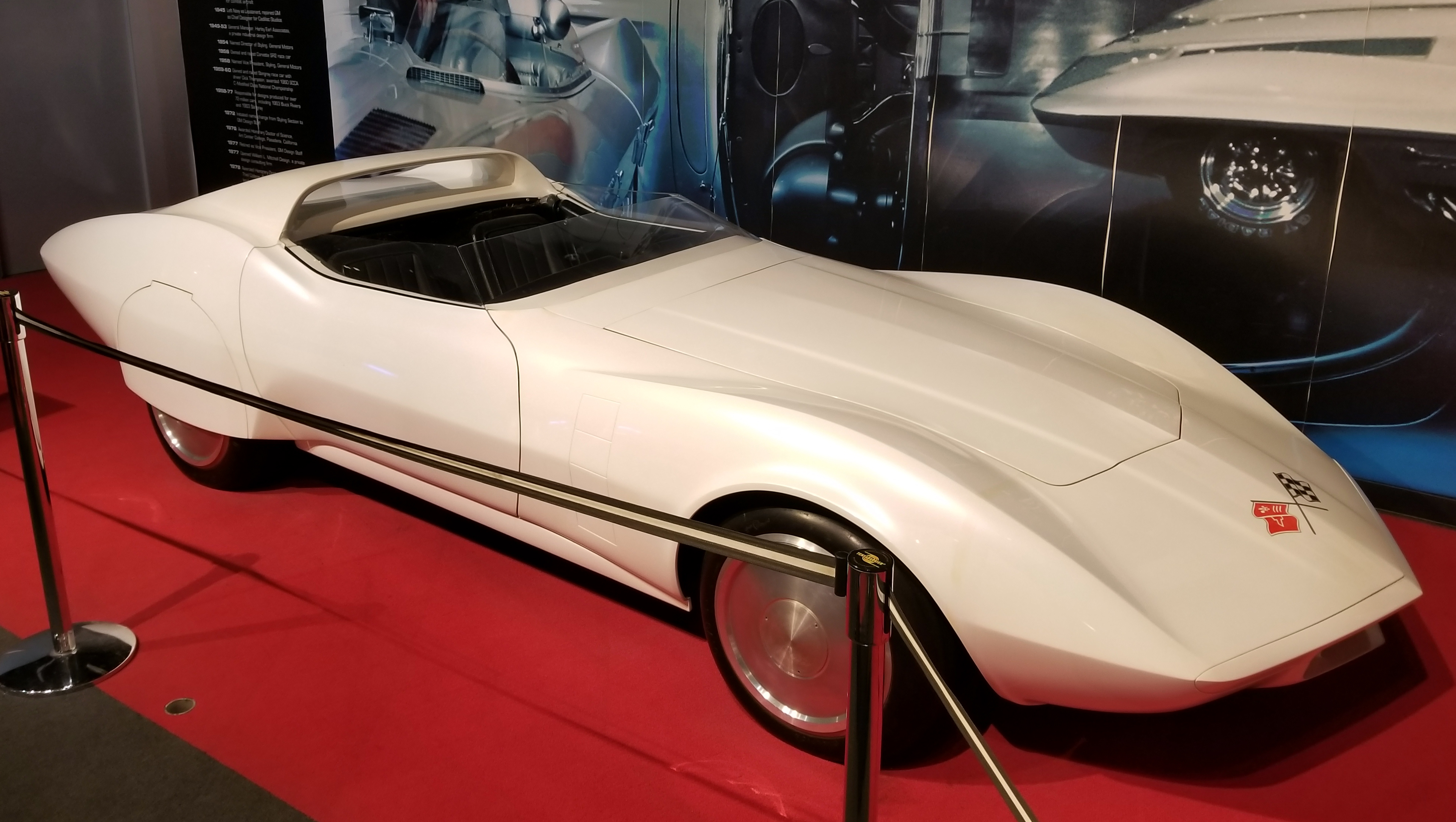
Chevrolet Astrovette (1968)
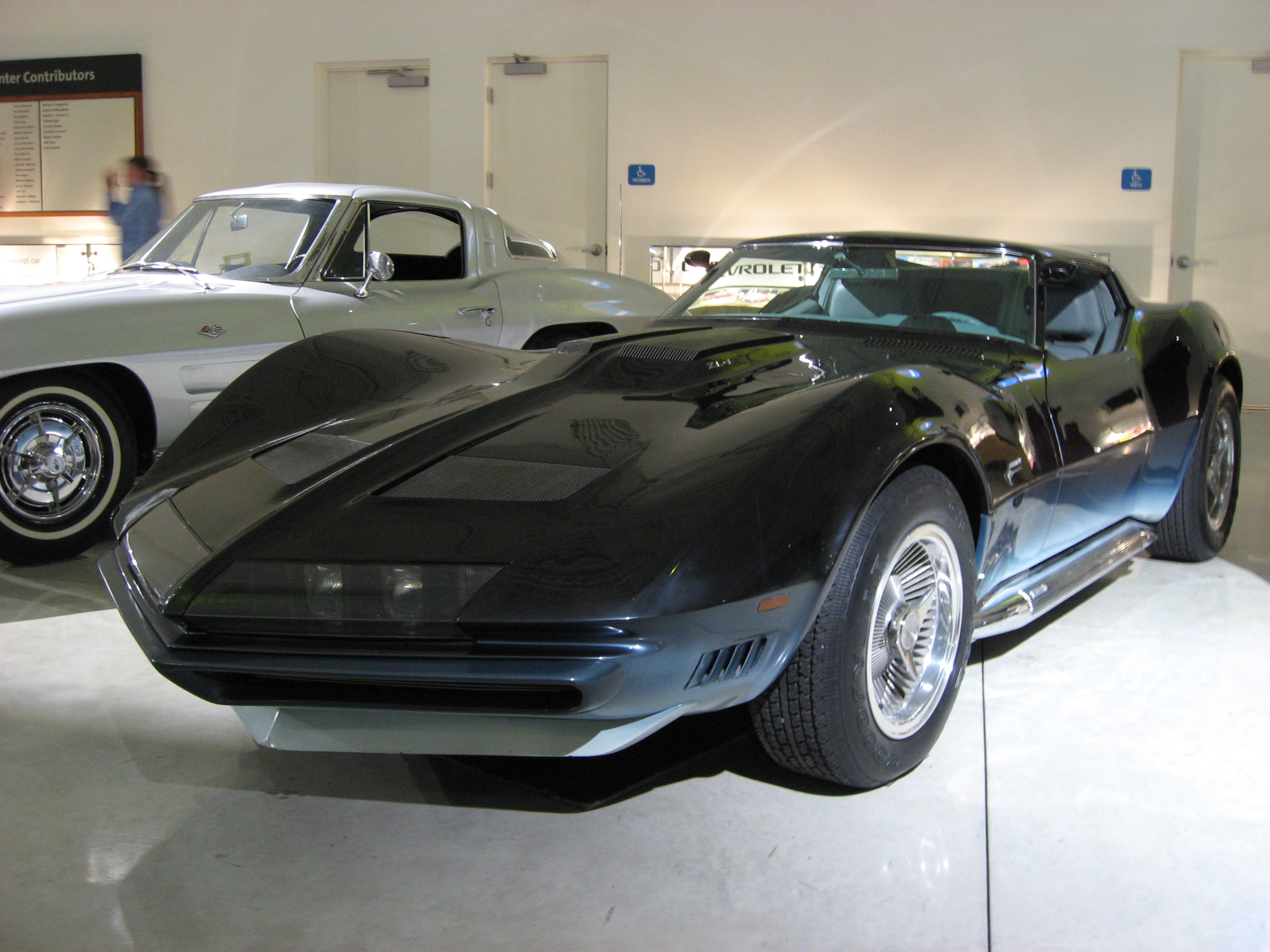
Chevrolet Mako Shark II Manta Ray (1969)

### Années 1970, 1980, 1990

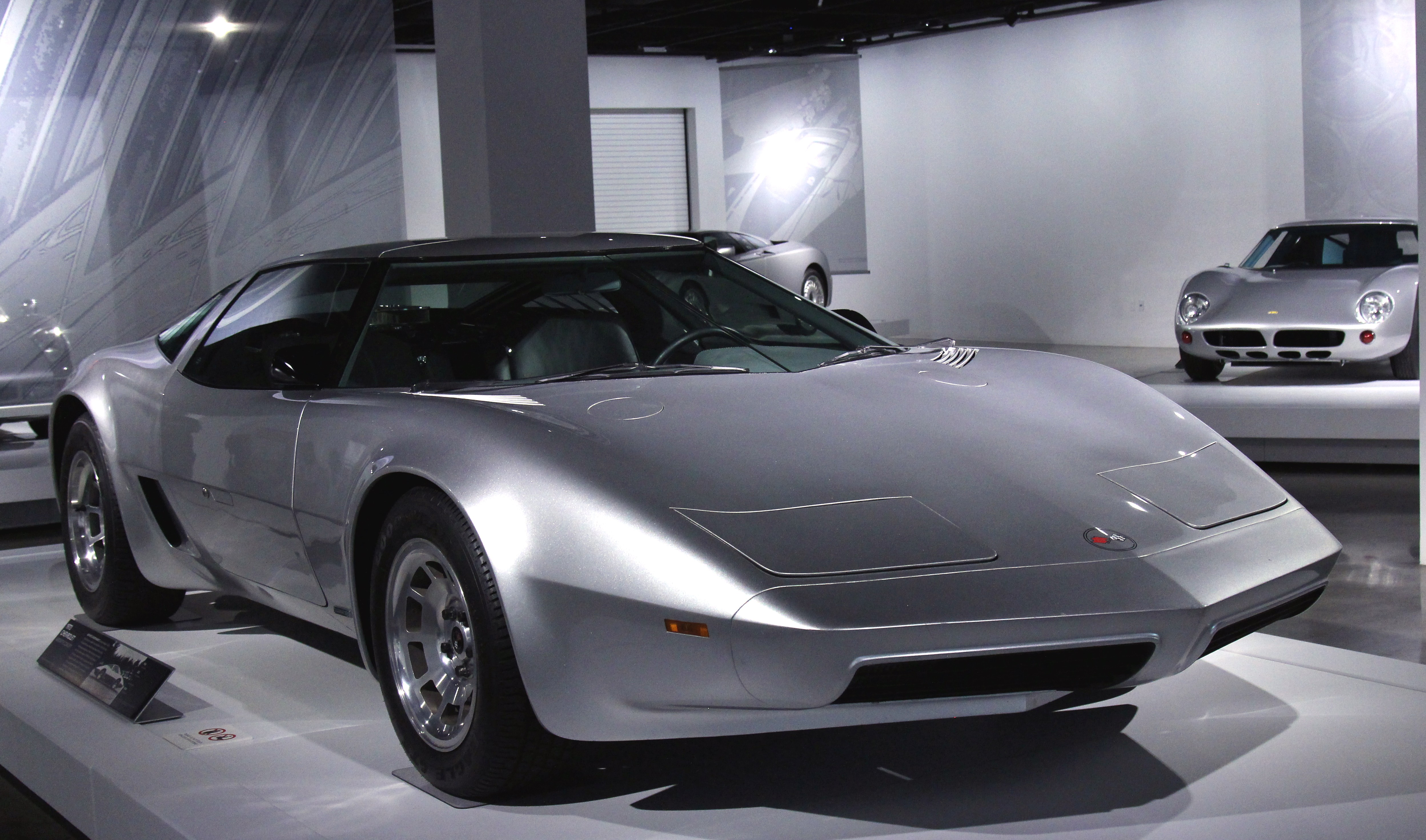
Chevrolet Aerovette (1973)
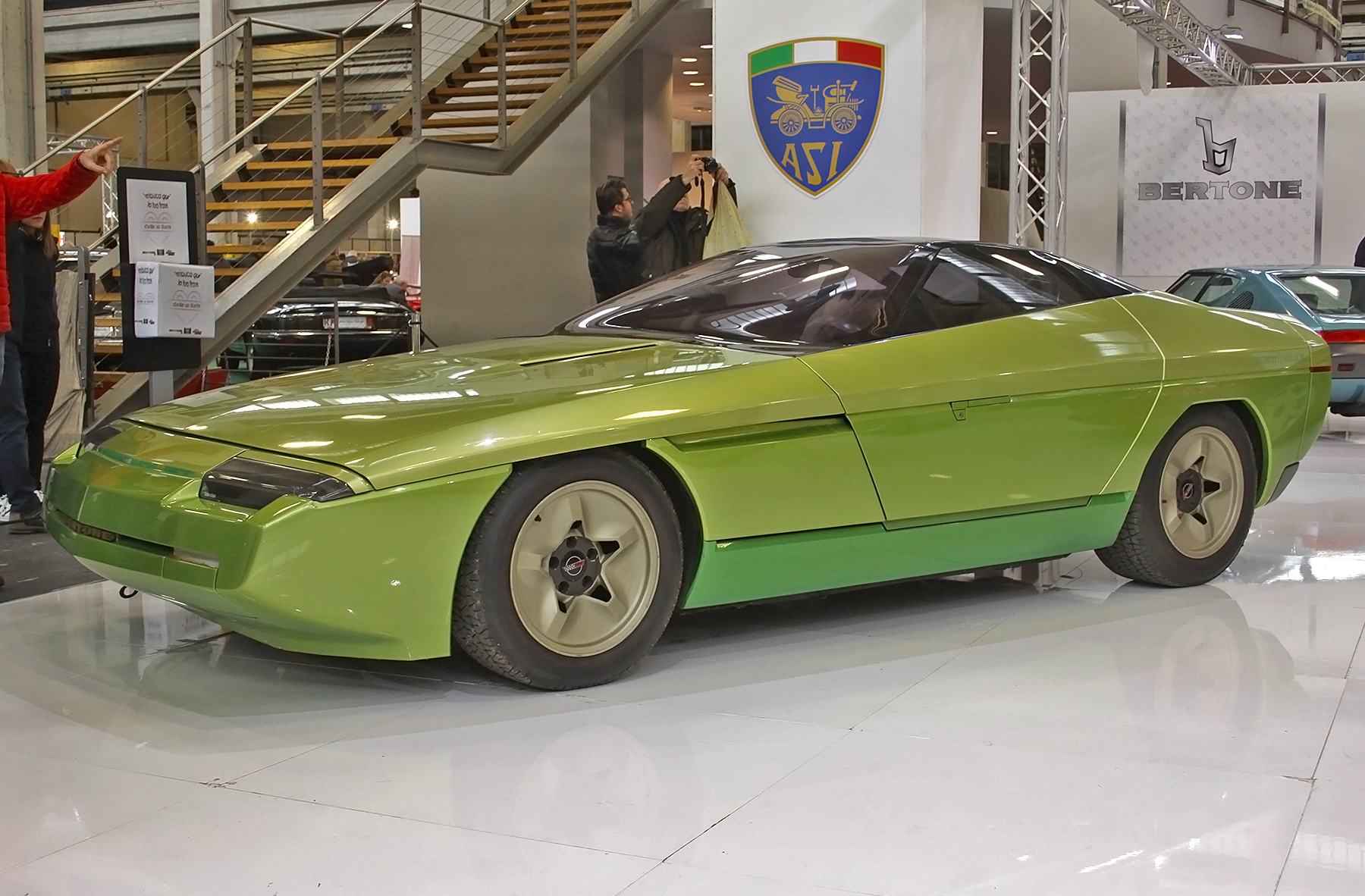
Bertone Ramarro (1984)
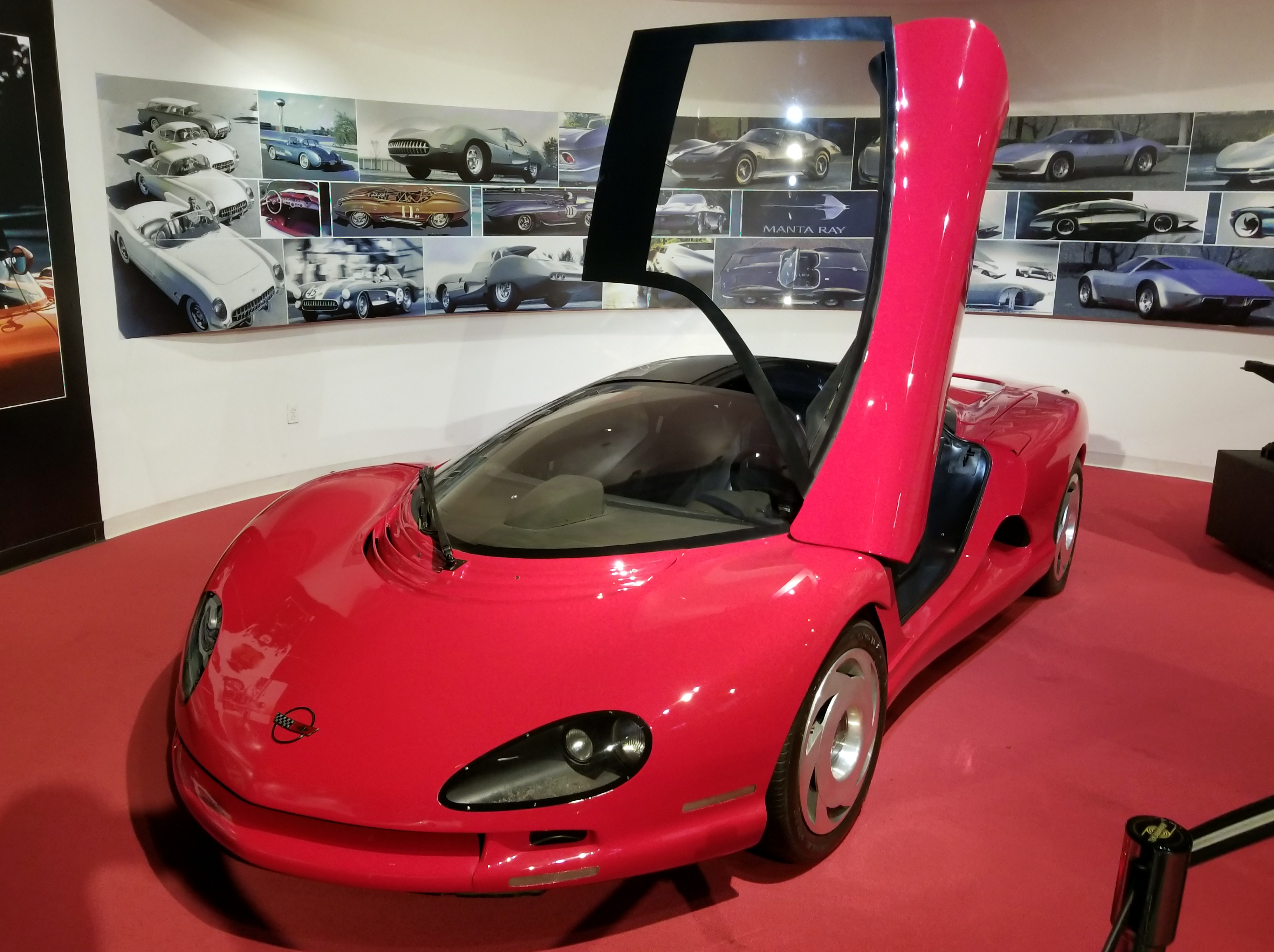
Corvette Indy Concept (1986)
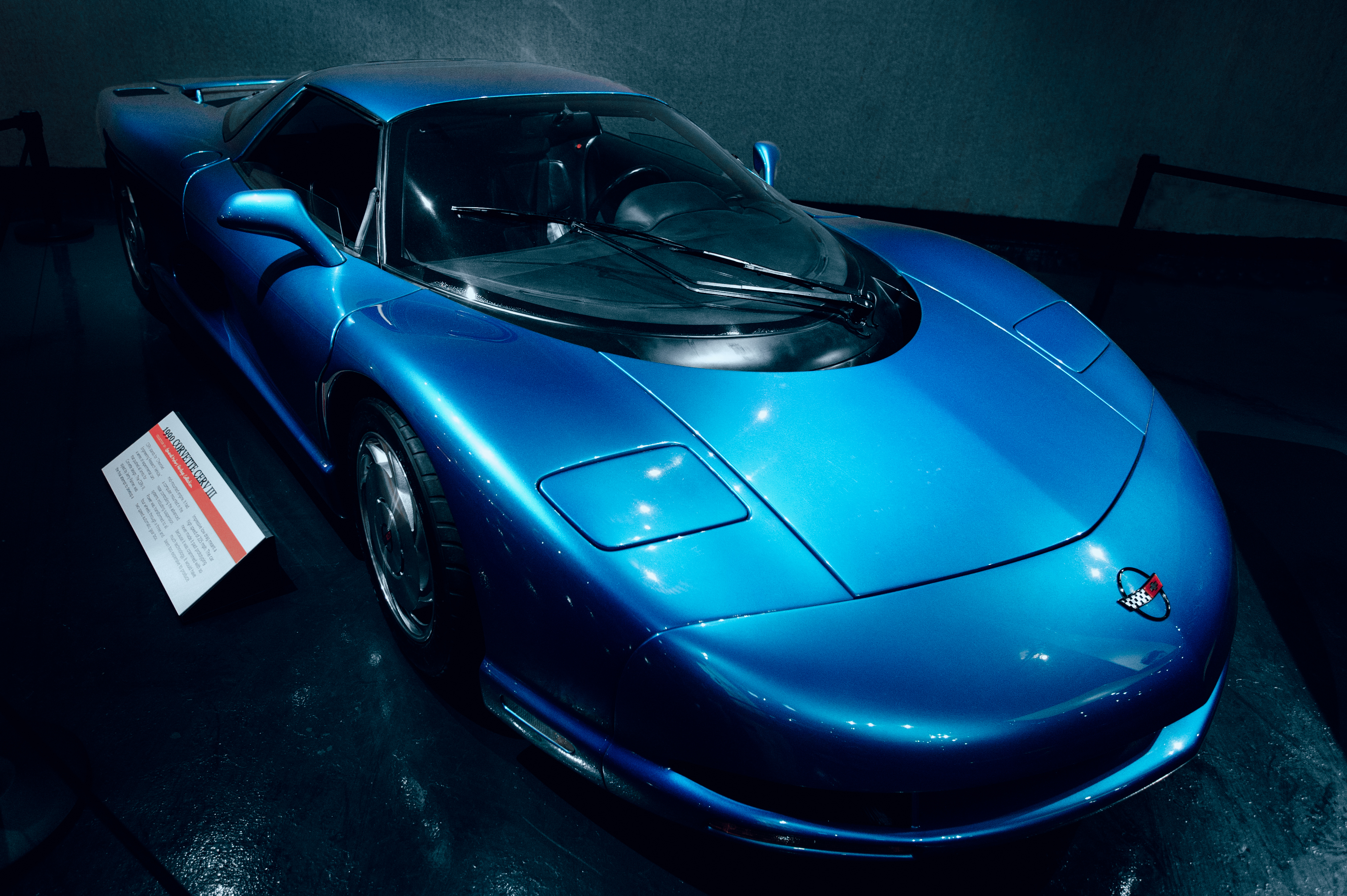
Corvette CERV III Concept (1990)
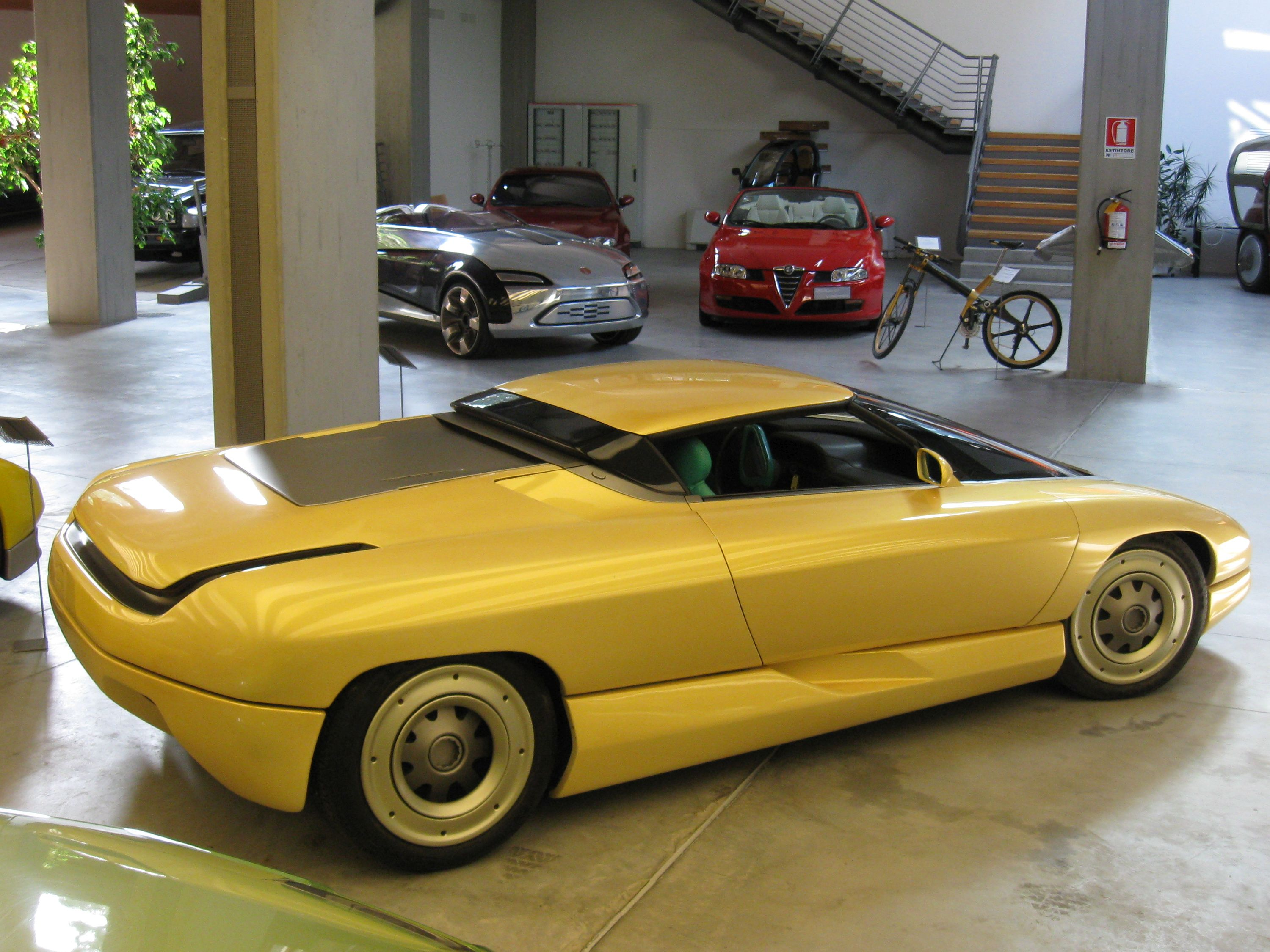
Chevrolet Nivola Bertone (1990)

### Années 2000

Corvette Stingray Concept 50e Anniversaire (2009)
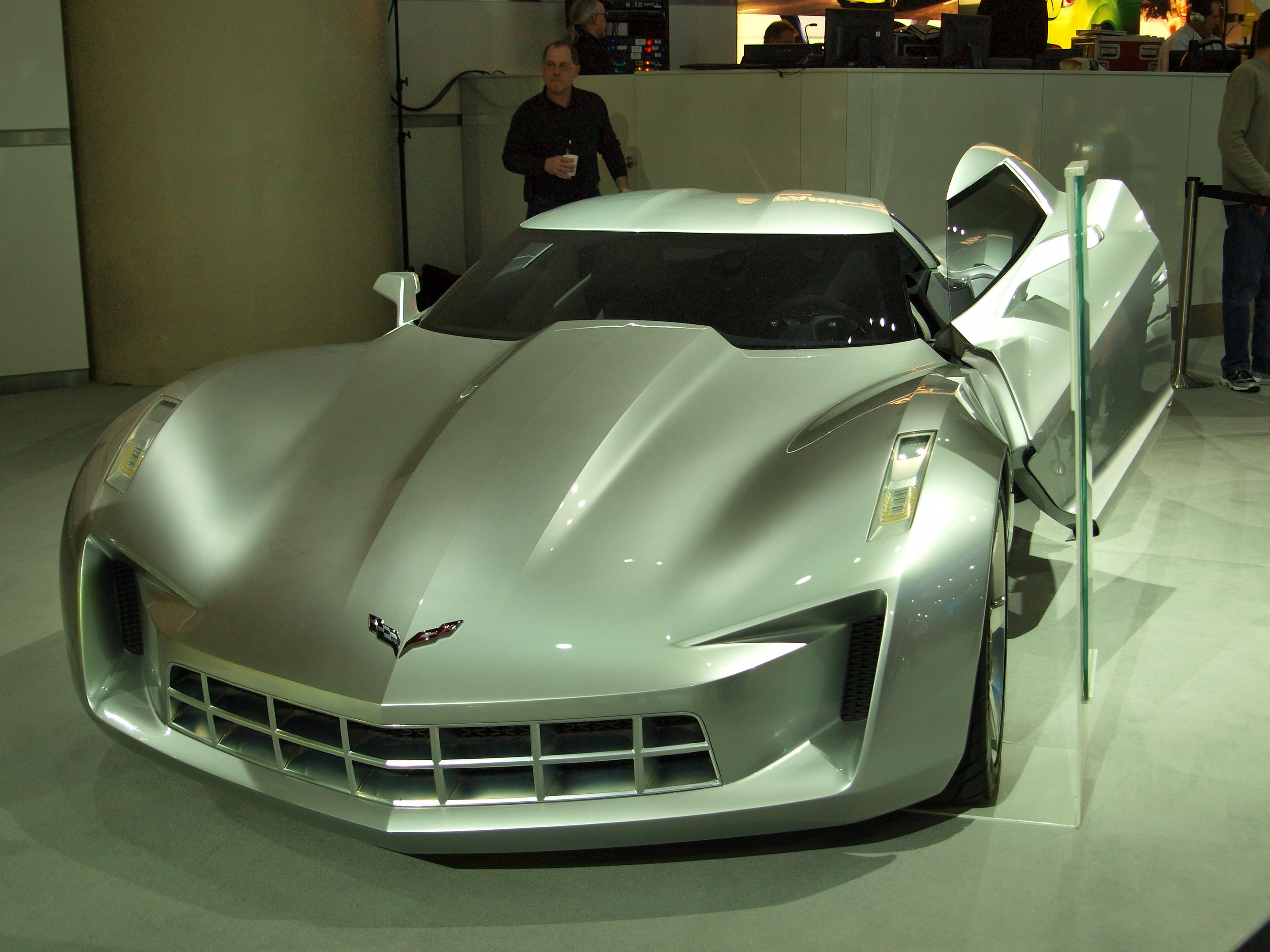
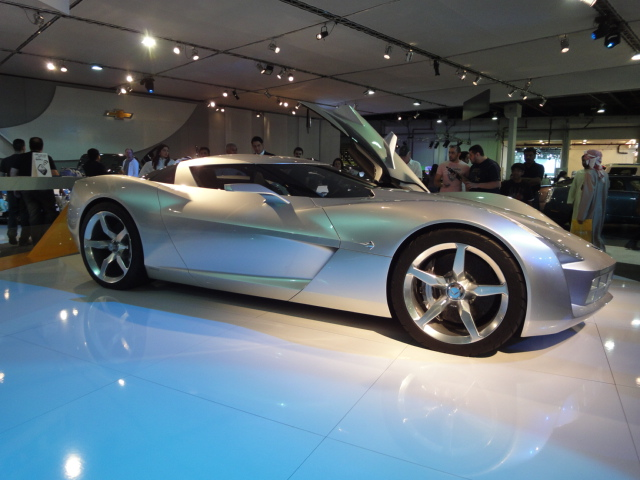
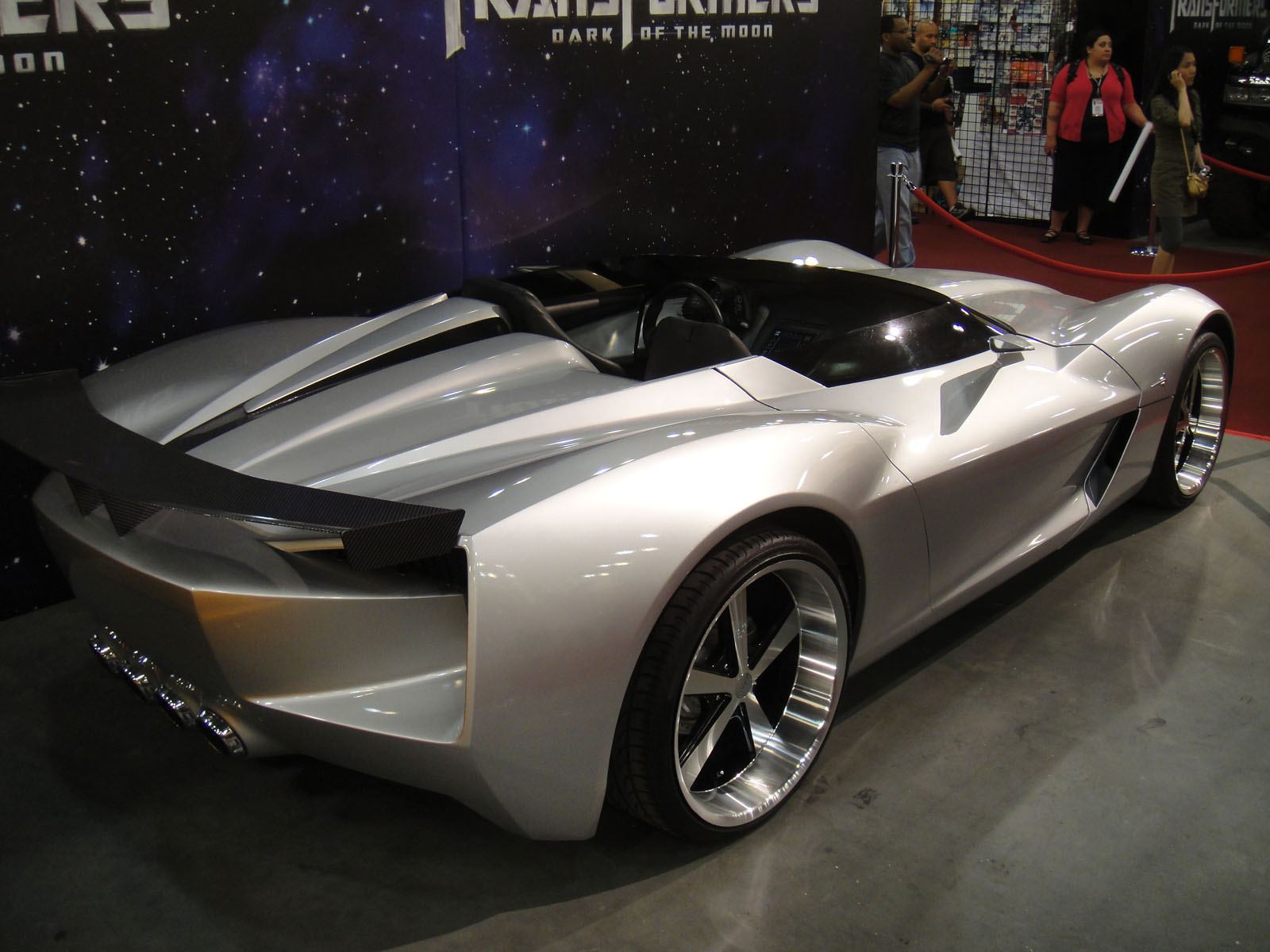

- Corvette Stingray Concept (en) 50e Anniversaire (2009)

## Quelques salons et musées
- General Motors Motorama, de New York
- National Corvette Museum, de Bowling Green dans le Kentucky
- GM Heritage Center, de Sterling Heights (banlieue nord de Détroit) dans le Michigan